# Alfred Maurice Cazaud
Alfred Maurice Cazaud, né le 24 septembre 1893 à Montferrier (Ariège) et décédé le 4 avril 1970 à Pont-de-Larn (Tarn), est un officier de l'armée française. Il participa à la Première et à la Seconde Guerre mondiale. Il est Compagnon de la Libération.

## Carrière militaire
Il s'engage à l'âge de 18 ans comme soldat au 14e régiment d'infanterie. Nommé sergent, il reçoit son galon d'aspirant le 8 août 1914 après un bref passage à l'école d'officiers de Saint-Maixent-l'École.
Sous-lieutenant puis lieutenant, il commande la 10e compagnie du 30e régiment d'infanterie. Il termine la Première Guerre mondiale avec le galon de capitaine, 4 citations et une blessure.
En 1919, Alfred Cazaud retourne pendant un an à Saint-Maixent-l'École pour achever ses études d'élève officier. Affecté au Maroc puis en Tunisie, il est promu chef de bataillon en 1934 et est affecté à la Légion étrangère en 1938.
Il participe alors, comme chef d'état-major de la 13e demi-brigade de Légion étrangère, à la bataille de Narvik en 1940. Arrivé en Grande-Bretagne le 21 juin 1940 avec l'ensemble du corps expéditionnaire de Norvège, il rallie la France libre. Il est nommé chef de corps de la 13e demi-brigade de Légion étrangère avec le grade de lieutenant-colonel.
À la tête de son unité, il prend part à l'opération Menace puis à la campagne d'Érythrée où il dirige le 1er groupement de la Brigade française d'Orient (1er bataillon de Légion étrangère et 3e compagnie du bataillon d'infanterie de marine) sous les ordres du colonel Monclar. L'attitude et l'engagement de son unité au cours des combats de Bataille de Keren, Massaoua et Asmara contribueront grandement à la victoire alliée au cours de cette bataille.
Le 25 juin 1941, il est promu colonel et prend le commandement, en septembre, du territoire du Liban.
Nommé général de brigade en octobre 1941, il commande la 2e division légère en Syrie et, en avril 1942, la 2e brigade indépendante en Libye. En août 1942, il retrouve le territoire du Liban. Il commande la division côtière jusqu'en février 1945, date à laquelle il prend le commandement de la 36e division d'infanterie à la tête de laquelle il termine la guerre en Allemagne, avec le grade de général de division.
Il restera au sein de l'armée d'occupation jusqu'en 1946, lorsqu'il choisira de passer dans la deuxième section des officiers généraux et de se retirer dans le Tarn.
Il est décédé le 4 avril 1970 à Pont-de-Larn (Tarn) plus précisément dans le petit village de Rigoutou,, la même année que son homologue et ami le général d'armée Pierre Kœnig mort lui le 2 septembre dans la ville de Neuilly-sur-Seine.

## Décorations

### Insignes de décorations
|            |  |  |            |
|            |  |  | sans cadre |
|            |  |  |            |
| sans cadre |  |  | sans cadre |

### Décorations françaises
- Grand officier de la Légion d'honneur
- Compagnon de la Libération par décret du 23 juin 1941[7]
- Croix de guerre 1914–1918 (4 citations)
- Croix de guerre 1939–1945 (3 citations)
- Croix du combattant volontaire 1914–1918
- Croix du combattant volontaire de la guerre de 1939–1945
- Médaille coloniale
- Médaille commémorative de Syrie-Cilicie
- Insigne des blessés militaires
- Médaille commémorative des services volontaires dans la France libre
- Médaille interalliée de la Victoire
- Médaille commémorative de la bataille de Verdun

### Décorations étrangères
- Ordre de l'Empire britannique à titre civil (Commandeur)
- Croix de guerre norvégienne
- Commandeur du Nichan Iftikhar
- Officier de l'ordre du Ouissam alaouite